# カローデン (戦列艦・3代)
|          | |
| 艦歴     | |
| 発注:    | 1779年7月12日 |
| 建造所   | ランデール造船所（ロザーハイス）                                                                                     |
| 起工:    | 1782年1月 |
| 進水:    | 1783年6月16日 |
| その後:  | 1813年解体 |
| 性能諸元 | |
| クラス:  | ガンジス級戦列艦 |
| 全長:    | 砲列甲板：169ft 6in（51.7m）                                                                                         |
| 全幅:    | 47ft 8½in（14.5m）                                                                                                   |
| 喫水:    | 20ft 3in（6.2m） |
| 機関:    | 帆走（3本マストシップ）                                                                                              |
| 乗員:    | 590名 |
| 兵装:    | 74門： 下砲列：32ポンド(15kg)砲28門 上砲列：18ポンド(8kg)砲28門 後甲板：9ポンド(4kg)砲14門 船首楼：9ポンド(4kg)砲4門 |

カローデン（HMS Culloden）は1783年6月16日に進水したイギリス海軍のガンジス級74門艦3等戦列艦。フランス革命戦争およびナポレオン戦争の著名な海戦に参加した。
カローデンの初期の戦績にアイザック・ションバーグ艦長の指揮下に参加した「栄光の6月1日」海戦があげられる。またトラウブリッジ艦長の時にはサン・ビセンテ岬の海戦の戦列の先頭を勤めた。この海戦でカローデンは損傷し、死者10名と負傷者47名を出している。その後テネリフェ島サンタクルズの戦いにも参戦した。ナイルの海戦ではフランス海軍との交戦が始まる前に座礁してしまったために戦闘に参加することは出来なかった。座礁中、カローデンはミティヌの援助を受けた。
カローデンは1813年2月に解体された。